# Vatersuche (literarisches Motiv)
Das literarische Motiv der Vatersuche wird in der Literatur nach den Varianten des tragischen und des versöhnlichen Typus unterschieden. Sowohl Anthony van der Lee als auch Kurt K. T. Wais sind dieser Auffassung, lediglich Michael Mecklenburg lehnt diese strikte Gliederung ab.
Kennzeichen beider Typen ist die Suche des nicht vorhandenen Vaters. Das Motiv der Vatersuche stellt sich wie folgt dar: Der Knabe wächst von seinen Eltern ausgesetzt auf. Seine Aufzucht wird von Tieren beziehungsweise einfachen Leuten vollbracht. Im jungen Erwachsenenalter begibt er sich auf die Suche nach seinen Eltern, in erster Linie aber auf die Suche nach seinem Vater. Eine weitere Möglichkeit bildet das Aufwachsen des Knaben bei der Mutter, die vom Erzeuger verlassen wurde. Dies kann sowohl vor der Geburt des Kindes als auch im Kleinkindalter des Knaben geschehen sein. Üblicherweise ist der Vater durch äußere Zwänge zu dieser Handlung gezwungen, weil er in die Heimat zurückkehren muss oder vertrieben wird. Er hinterlässt dem Sohn ein Gnorisma (Erkennungszeichen), welches der späteren Auffindung dienlich sein soll. Hierbei handelt es sich um ein „zentrales Bindeglied zwischen Vater und Sohn [...] [,] die einzige sichere Möglichkeit eines Erkennens“. Im jungen Erwachsenenalter begibt sich der Knabe auf Vatersuche, nachdem er durch die Mutter von ihm erfahren hat. Neben der Suche nach dem Vater steht für ihn seine eigene Identitätsfindung im Mittelpunkt. Der Auszug in die Ferne ist für den Knaben in der Regel mit zahlreichen Abenteuern verbunden.
Das Motiv der Vatersuche tritt häufig in Verbindung mit dem Vater-Sohn-Kampf auf. In der Literatur wird dies als „eine sehr dramatische und damit auch effektvolle Form des Wiederfindens“ bezeichnet. Die Vaterfindung kann nach van der Lee sowohl tragisch als auch versöhnlich enden. Im ersten Fall treffen Vater und Sohn im Kampf aufeinander, wobei sie sich zu spät erkennen und der Vater oftmals seinen Sohn tötet. Versöhnlich endet die Suche, wenn Vater und Sohn sich rechtzeitig erkennen und gemeinsam zur Mutter beziehungsweise Frau zurückkehren. Mecklenburg sieht weitere Varianten wie beispielsweise die erfolglose Vatersuche.
Beispiele für Vatersuche finden sich in literarischen Werken bei Biterolf und Dietleib, König Ödipus, Parzival, Wigalois und bei der mythologischen Figur des Telegonos.